# Groma (mätinstrument)

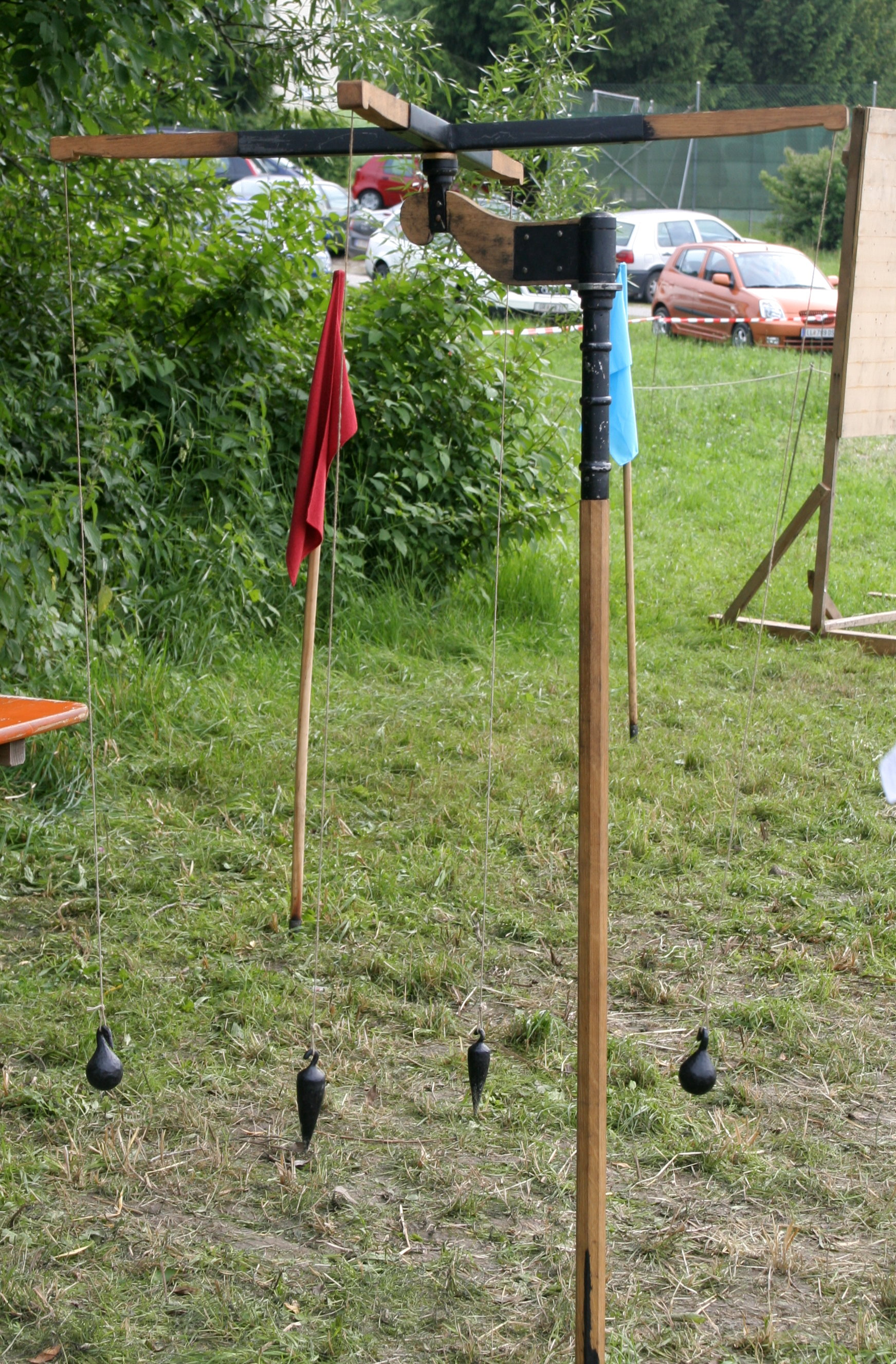
Groma

Groma (även kallad gruma) var ett romerskt lantmäteriinstrument. Instrumentet bestod av ett horisontalt träkors som monterats i en rät vinkel på ett fäste. Vid varje ände på korset hängde ett lod ner från en lina. Groma användes för att göra raka linjer och rätvinklar, och därifrån fyrkanter och trianglar. Den ställdes upp på hög mark och pekades i riktningen den skulle användas i. En medhjälpare gick sedan i den riktningen i 100 steg och placerade en påle. Lantmätaren instruerade sedan medhjälparen kring exakt var denne skulle sätta ned pålen för att det skulle bildas en rak linje från groman till pålen. Samma namn användes för: 
- Centret av ett nytt militärläger, det vill säga punkten där de började göra rutmönstret med hjälp av gromainstrumentet
- Centret av en ny stad, från vilken gromatici (romerska lantmätare) började göra cardo maximus och decumanus maximus. Därefter gjordes rutnätet av gator.

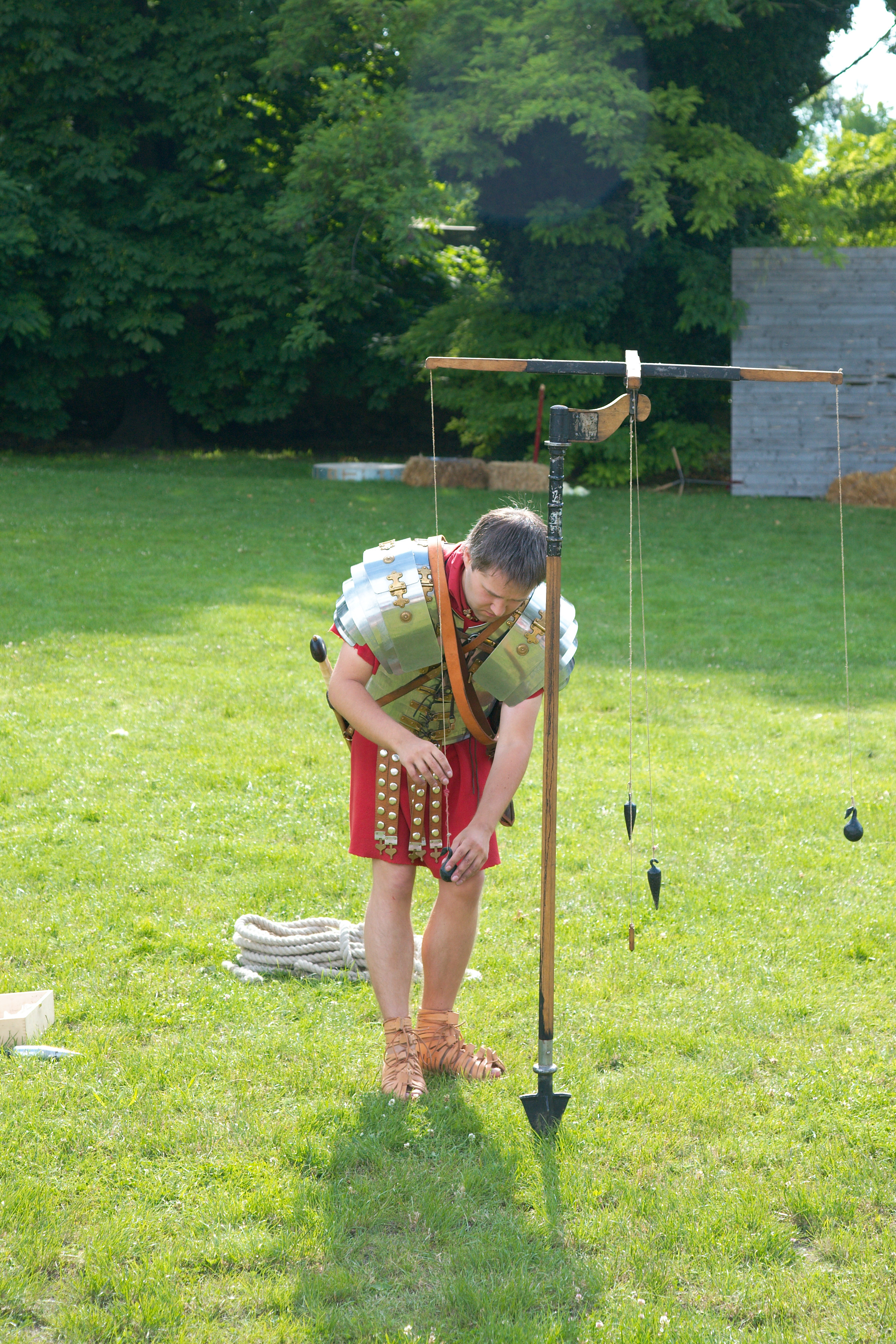
Replika av en groma